# Punarnavomyia
Punarnavomyia är ett släkte av tvåvingar. Punarnavomyia ingår i familjen gallmyggor.
Kladogram enligt Catalogue of Life:
| Punarnavomyia | \| \| Punarnavomyia boerhaaviaefoliae \| \| \| \| |
|               | \| \| Punarnavomyia boerhaaviaefoliae \| \| \| \| |
|               | Punarnavomyia boerhaaviaefoliae                   |
|               |                                                   |